# 코르크나무

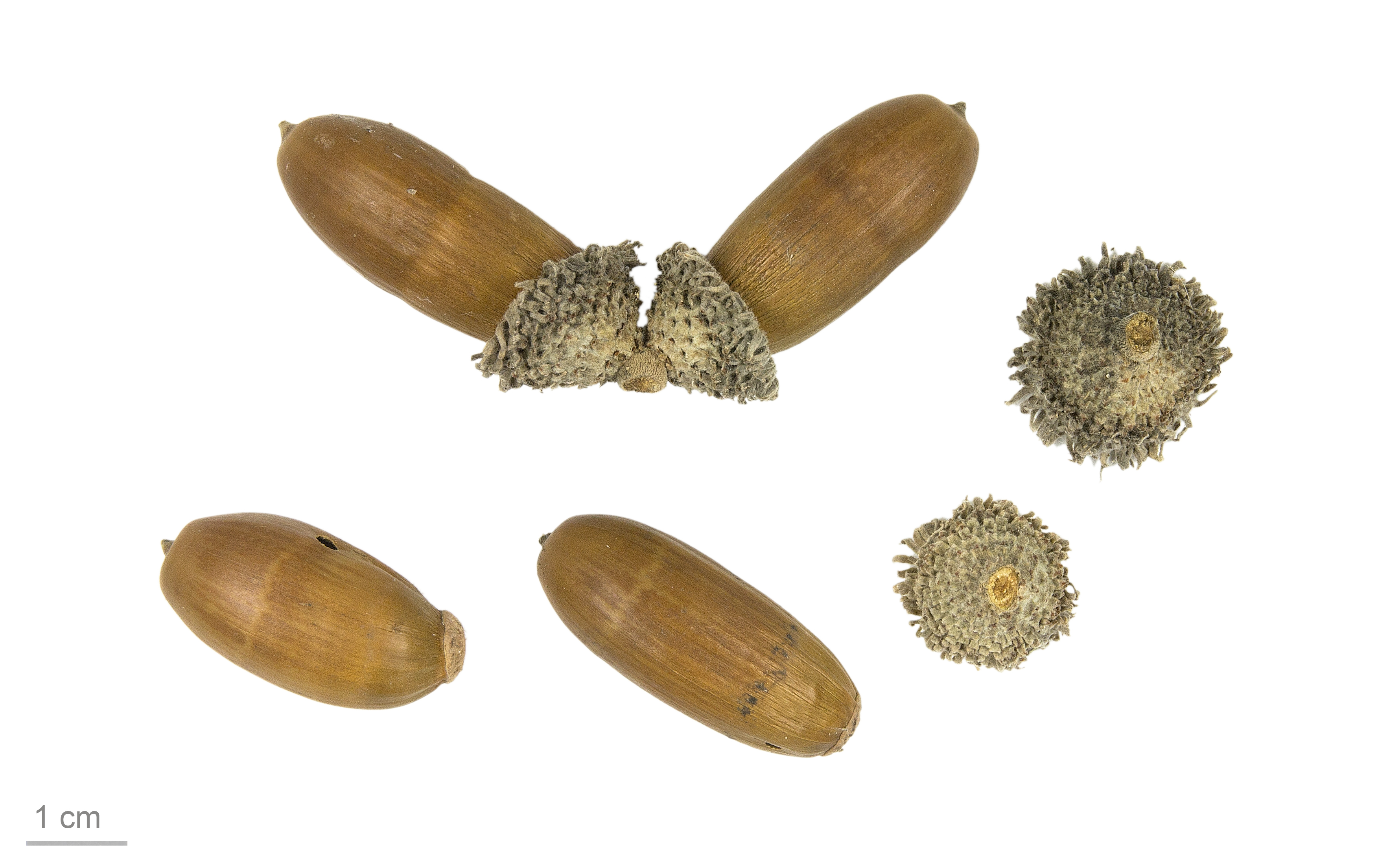
Quercus suber

코르크나무(Quercus suber)는 참나무속에 속하는 상록수이다. 코르크 마개의 주 원료이다. 유럽 남부와 아프리카 북부가 원산지이다.
보통 지중해성 기후에 생존하며 수분증발을 막기 위해 껍질이 두껍다.